# Chenia Ekström
Eugenia (Chenia) Ekström, född 23 eller 24 december 1915 i Rostov i Ryssland, död 27 juni 1985 i Stockholm, var en svensk konstnär.
Ekström var dotter till ingenjören Gustav Nordahl och Maria Sergeivna Kablowa samt från 1938 gift med ingenjören Magnus Ekström (1913–1981). Hon var som konstnär autodidakt och bedrev självstudier under resor till bland annat Frankrike och Sicilien. Tillsammans med Gunnar Olausson ställde hon ut på De ungas salong i Stockholm. Separat ställde hon ut på God konst i Göteborg och på Samlaren i Stockholm, och hon medverkade i samlingsutställningar med Sveriges allmänna konstförening. Bland hennes offentliga arbeten märks utsmyckningen av Haparanda högre allmänna läroverk och en kinetisk skulptur för LKAB i Kiruna. Hennes konst består av porträtt, barnstudier, figurmässiga fantasier och landskap i tusch, krita, olja och silkscreentryck och oljemålningar där hon lagt färgen pastost med palettkniv.